# Eric Michael Fant
Eric Michael Fant, född 9 januari 1754 i Eskilstuna, död 23 oktober 1817 i Uppsala, var en svensk historiker och präst.
Eric Michael Fant blev professor i historia vid Uppsala universitet 1781 och teologie doktor 1800. Han var medlem i både 1793 års och 1811 års psalmbokskommittéer. Han finns representerad i de svenska psalmböckerna från 1819 och 1937 med bearbetningen av Albrekt av Preussens psalm (1937 nr 325).

## Biografi
Eric Michael Fant var son till hovpredikanten Michael Fant och borgmästardottern Christina Ström som var ättling till Katarina Bure. Fadern avled samma år han föddes, och modern gifte då om sig med brukspatronen Birger Rothoff. Han fick av den anledningen växa upp hos sin fars halvbror Johan Michael Fant.
Vid tio års ålder skickades Fant tillsammans med sin informator till Uppsala, där han 1776 blev filosofie magister (primus) och samma år extra ordinarie amanuens vid akademiska biblioteket, 1777 docent i vältalighet, 1779 extra ordinarie vice bibliotekarie och 1781 professor i historia. År 1788 blev han, med bibehållande av professuren, kyrkoherde i Alunda och Morkarla socken. Han prästvigdes 1789, blev teologie doktor vid kröningen 1800 och presiderade vid prästmötet i Uppsala 1802. År 1816 fick Fant på egen begäran avsked med emeritilön. Från 1793 till sin död var Fant ledamot i kommittéerna till psalmbokens förbättring. Han blev 1782 medlem av Vetenskapssocieteten i Uppsala, 1793 av Kungliga Vitterhets Historie och Antikvitets Akademien och 1797 av Det skandinaviske Litteraturselskab i Köpenhamn.
Fant forskade i ämnet svensk historia. Innan han uppnådde filosofiska graden, hade han, som Carl Gustaf Nordin, börjat samla och granska källorna för äldre svensk historia och sedan att ur tryckta och otryckta urkunder samla och redigera ett "Corpus historicorum et diplomatum". Flera av Fants arbeten innehåller sådana historiska uppgifter, men han litade alltför mycket på sitt eget minne och gjorde sig skyldig till misstag. Han fördjupade sig i detaljer och skiljde inte mellan huvudsak och bisak. Han är en typisk representant för den riktning inom 1700-talets svenska historieskrivning, som gick ut på att samla och utge blandade aktstycken samt leta upp och efter yttre tillfälliga grunder systematisera historiska notiser. Han saknade förmåga att tränga djupare in i företeelsernas verkliga betydelse eller att överskåda och karakterisera större epoker. Hans stil var inte felfri, men lätt och flytande, och särskilt utmärkte sig hans muntliga föredrag för raskhet och liv. Fant är begravd på Uppsala gamla kyrkogård.

## Psalmer
- Den svenska psalmboken 1819
  - 251 Vad min Gud vill, det alltid sker, bearbetning från 1793 av den äldre svenska översättningen från 1601 av Albrekt av Preussens ursprungliga tyska psalmtext.

## Priser och utmärkelser
- Ledamot av Nordstjärneorden (RNO) 1809 [6]